# Opius facialis
Opius facialis är en stekelart som beskrevs av Fischer 1963. Opius facialis ingår i släktet Opius och familjen bracksteklar. Inga underarter finns listade i Catalogue of Life.